# Années 1130 av. J.-C.
Les années 1130 av. J.-C. couvrent les années de 1139 av. J.-C. à 1130 av. J.-C.

## Événements

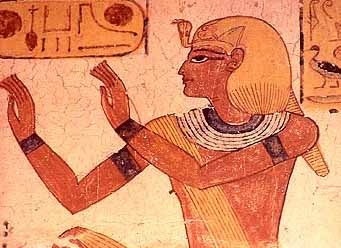
Portrait de Ramsès IX dans sa tombe.

- 1139-1120 av. J.-C. : règne de Ramsès IX, pharaon de la XXe dynastie égyptienne[1].
- Vers 1139-1133 av. J.-C.[2] : règne de Itti-Marduk-balatu, roi d’Isin II
- 1133-1116 av. J.-C.[2] : règne de Ashur-rêsh-ishi Ier, roi d’Assyrie[3].
- Vers 1132-1127 av. J.-C.[2] : règne de Ninurta-nadin-shumi, roi de Babylone. Le roi d’Isin reprend Babylone aux Élamites[3].